# HD22860
HD22860 — хімічно пекулярна зоря спектрального класу B9, що має видиму зоряну величину в смузі V приблизно  6,9.
Вона  розташована на відстані близько 579,3 світлових років від Сонця.

## Пекулярний хімічний вміст
Зоряна атмосфера HD22860 має підвищений вміст Si.